# Parafia św. Andrzeja Boboli w Lipniku
Parafia św. Andrzeja Boboli w Lipniku – parafia rzymskokatolicka z siedzibą w Lipniku, znajdująca się w archidiecezji częstochowskiej, w dekanacie Działoszyn. Została założona 24 marca 1979 roku. 

## Zasięg parafii
Do parafii należą wierni z miejscowości: Lipnik, Kolonia Lipnik i Delfina.